# Cmentarz wojenny z I wojny światowej w Wierzbnie
Cmentarz wojenny z I wojny światowej w Wierzbnie – cmentarz z I wojny światowej znajdujący się w Wierzbnie, w gminie Koniusza, w powiecie proszowickim, w województwie małopolskim.
Cmentarz został wpisany do rejestru zabytków nieruchomych województwa małopolskiego.

## Opis
Cmentarzyk znajduje się na terenie parku dworskiego.
Pochowanych zostało 46 żołnierzy z armii austro-węgierskiej poległych w I wojnie światowej .
Na pomniku znajduje się tablica z napisem:

TU SPOCZYWAJĄ POLEGLI w I WOJNIE ŚWIATOWEJ